# Březina (okres Jičín)
Březina (německy Birkicht) je obec v okrese Jičín v Královéhradeckém kraji. Žije v ní 134 obyvatel.

## Historie
První písemná zmínka o obci pochází z roku 1393.

## Obyvatelstvo
| Rok            | 1869 | 1880 | 1890 | 1900 | 1910 | 1921 | 1930 | 1950 | 1961 | 1970 | 1980 | 1991 | 2001 | 2011 | 2021 |
| -------------- | ---- | ---- | ---- | ---- | ---- | ---- | ---- | ---- | ---- | ---- | ---- | ---- | ---- | ---- | ---- |
| Počet obyvatel | 135  | 132  | 129  | 141  | 154  | 147  | 158  | 107  | 112  | 91   | 67   | 52   | 52   | 97   | 131  |
| Počet domů     | 19   | 22   | 22   | 25   | 26   | 29   | 33   | 36   | 31   | 29   | 25   | 30   | 34   | 51   | 57   |

## Obecní správa
Mezi lety 1869–1960 byla Březina obcí v okrese Jičín. Od 1. ledna 1961 do 30. června 1985 patřila jako část obce k Hlásné Lhotě. Od 1. července 1985 do 23. listopadu 1990 patřila jako část městyse k Podhradí a od 24. listopadu 1990 je opět samostatnou obcí.

## Pamětihodnosti
- Přírodní památka Ostruženské rybníky, soustava tří rybníků
- Hřbitovní kostel Nejsvětějšího Srdce Páně v pseudorenesančním slohu pochází z konce 19. století
- Kvádrové pískovcové pilíře s reliéfy z roku 1766. Jeden reliéf představuje svatého Antonína Paduánského s Jezulátkem, druhý mučednickou smrt svatého Jana Nepomuckého
- Socha svatého Františka z roku 1830 u polní cesty mezi obcemi Ostružno a Březina